# Minkowice Oławskie

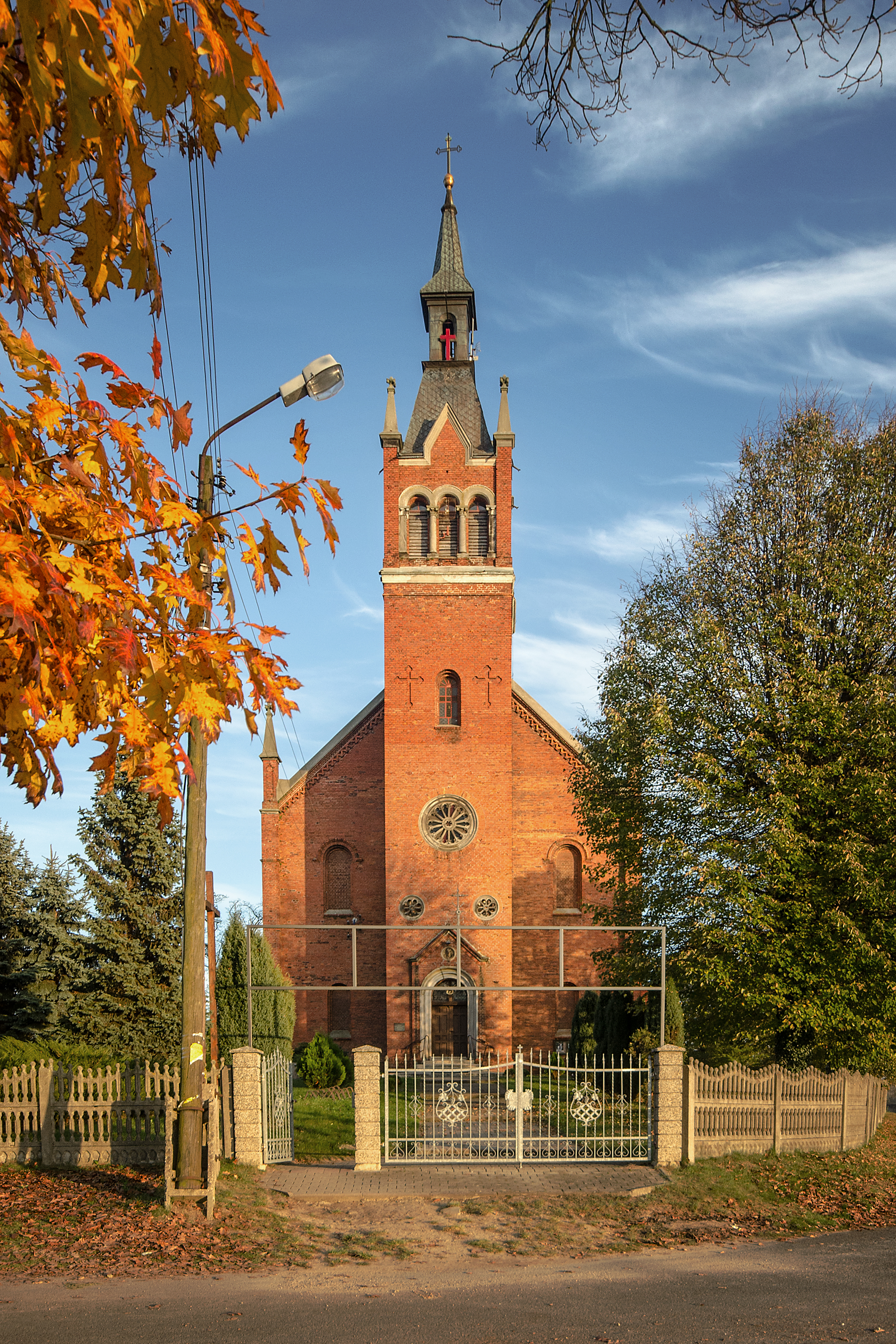
Kościół św. Piotra i Pawła i MB Wniebowziętej w Minkowicach Oławskich

Minkowice Oławskie (niem. Minken) – wieś w Polsce, w województwie dolnośląskim, w powiecie oławskim, w gminie Jelcz-Laskowice.

## Historia
Miejscowość wymieniona została po raz pierwszy w łacińskim dokumencie z 1279 roku wydanym przez kancelarię księcia Henryka IV, gdzie zanotowano ją po łacinie – „Minkenowe”. Kolejny raz w zlatynizowanej, staropolskiej formie Minkenow w łacińskim dokumencie wydanym w 1283 roku przez księcia jako miejscowość lokowana pierwotnie na prawie polskim iure polonico.
Jest to nazwa patronimiczna wywodzącą się od staropolskiego nazwiska Minkowicz i prawdopodobnie wywodzi się od założyciela wsi lub jej patrona. Heinrich Adamy w swoim dziele o nazwach miejscowych na Śląsku wydanym w 1888 roku we Wrocławiu jako starszą od niemieckiej wymienia staropolską formę nazwy – Minkowicz podając jej znaczenie „Dorf der St. Nicolaus” – tj. wieś św. Mikołaja. W trakcie kolejnych faz germanizacji nazw miejscowych została skrócona do Minken, w wyniku czego utraciła swoje pierwotne znaczenie.
Po II wojnie światowej zamieszkali tu głównie Polacy ekspatriowani z powiatu sarneńskiego województwa wołyńskiego, w tym z miasteczka Rokitno oraz wsi Staryki, Aleksandrówka, Okopy, Dołgań, Borowina i Budki Snowidowickie.
W latach 1954–1972 wieś należała i była siedzibą władz gromady Minkowice Oławskie. W latach 1975–1998 miejscowość należała administracyjnie do województwa wrocławskiego.

## Opis miejscowości
W Minkowicach Oławskich znajduje się zespół szkół (PSP i PG), niepubliczne przedszkole, a także kościół parafialny. Do parafii św. Jana Nepomucena w Minkowicach Oławskich należą także Biskupice Oławskie, Kopalina, Miłocice. Na terenie miejscowości znajduje się jednostka Ochotniczej Straży Pożarnej włączona do Krajowego Systemu Ratowniczo-Gaśniczego.

## Zabytki
Do wojewódzkiego rejestru zabytków wpisany jest:
- kościół parafialny pw. św. Jana Nepomucena, szachulcowy, z 1716 r., wieża betonowa z 1937 r.